# Didi’Land
Koordinaten: 48° 54′ 53″ N, 7° 45′ 7″ O
Didi’Land ist ein Freizeitpark in Morsbronn-les-Bains in der Region Grand Est, Frankreich, der 1982 als Fantasialand eröffnet wurde.
Der Park verfügt über zahlreiche Attraktionen, darunter drei Achterbahnen, eine Wildwasserbahn, ein Rapid River und ein Disk’O. Die neueste Attraktion ist der 2025 eröffnete Spinning Coaster.

## Achterbahnen
| Name             | Typ                                  | Hersteller     | Eröffnungsjahr |
| ---------------- | ------------------------------------ | -------------- | -------------- |
| Drakkar          | Stahlachterbahn ohne Inversionen     | Soquet         | 2000           |
| Family Coaster   | Familienachterbahn, Big Apple        | SBF Visa Group | 2014           |
| Spinning Coaster | Familienachterbahn, Spinning Coaster | SBF Visa Group | 2025           |

### Ehemalige Achterbahnen
| Name             | Typ                           | Hersteller     | Eröffnungsjahr   | Schließungsjahr |
| ---------------- | ----------------------------- | -------------- | ---------------- | --------------- |
| Cyclon Coaster   | Zyklon                        | SBF Visa Group | 2014             | 2014            |
| Magic Mouse      | Wilde Maus, Spinning Coaster  | SBF Visa Group | 2010             | 2013            |
| Pomme            | Familienachterbahn, Big Apple | SBF Visa Group | 2005             | 2013            |
| Railway Express  | Powered Coaster               | unbekannt      | unbekannt        | unbekannt       |
| Train de la Mine | Powered Coaster               | Soquet         | 1982 oder später | 1999            |